# Dorothea (single)
Dorothea is een Nederlandstalige single van de Belgische band Laïs uit 2001.
In 2005 stond het nummer op 56 in de 100 op 1-lijst van Radio 1. De single bevatte geen andere nummers.
Het liedje verscheen op het gelijknamige album uit 2001. Op een limited edition van dit album verscheen daarnaast onder ander een remix van het nummer door Buscemi.

## Meewerkende artiesten
- Producer:
  - Fritz Sundermann
- Muzikanten:
  - Annelies Brosens (zang)
  - Bart De Cock (nyckelharpa)
  - Nathalie Delcroix (zang)
  - Jorunn Bauweraerts (zang)
  - Bart De Nolf (basgitaar, contrabas)
  - Fritz Sundermann (gitaar, harmonium, mandolinecello)
  - Hans Quaghebeur (accordeon, draailier, fijfer)
  - Ludo Vandeau (zang)
  - Michel Seba (percussie)
  - Ron Reuman (drums, percussie, programmatie)